# 1. česká futsalová liga 2006/2007
V soubojích 15. ročníku 1. české futsalové ligy 2006/07 se utkalo v základní části 12 týmů dvoukolovým systémem podzim - jaro. Do vyřazovací částí postoupilo prvních osm týmů v tabulce. Nováčky soutěže se staly týmy SK Indoss Plzeň (vítěz 2. ligy – sk. Západ) a VSK VŠB TU Megas Ostrava (vítěz 2. ligy – sk. Východ). Vítězem základní části soutěže se stal tým CC R.Mroček LKW Jistebník. Sestupujícími se staly týmy SK Indoss Plzeň a Helas Keloc Brno. Vítězem soutěže se stal tým FK ERA-PACK Chrudim, který ve finále porazil tým CC R.Mroček LKW Jistebník 3:1 na zápasy.

## Kluby podle krajů
- Praha (2): FC Benago Praha, Eco Investment Praha
- Středočeský (1): SK Kladno
- Plzeňský (1): SK Indoss Plzeň
- Pardubický (3): FK ERA-PACK Chrudim, FC Torf Pardubice, 1. FC Nejzbach Vysoké Mýto
- Jihomoravský (1): Helas Keloc Brno
- Olomoucký (1): 1. FC Delta Real Šumperk
- Moravskoslezský (3): CC R.Mroček LKW Jistebník, FC Mikeska Ostrava, VSK VŠB TU Megas Ostrava

## Základní část
| Poř. | Tým                        | Z  | V  | R | P  | VG  | OG  | B  |
| ---- | -------------------------- | -- | -- | - | -- | --- | --- | -- |
| 1.   | CC R.Mroček LKW Jistebník  | 22 | 18 | 3 | 1  | 106 | 56  | 57 |
| 2.   | Eco Investment Praha       | 22 | 15 | 4 | 3  | 101 | 59  | 49 |
| 3.   | FK ERA-PACK Chrudim        | 22 | 14 | 4 | 4  | 87  | 60  | 46 |
| 4.   | 1. FC Nejzbach Vysoké Mýto | 22 | 12 | 3 | 7  | 69  | 57  | 39 |
| 5.   | FC Torf Pardubice          | 22 | 10 | 2 | 10 | 71  | 74  | 32 |
| 6.   | FC Benago Praha            | 22 | 8  | 6 | 8  | 79  | 77  | 30 |
| 7.   | FC Mikeska Ostrava         | 22 | 9  | 1 | 12 | 67  | 74  | 28 |
| 8.   | VSK VŠB TU Megas Ostrava   | 22 | 8  | 1 | 13 | 65  | 64  | 25 |
| 9.   | 1. FC Delta Real Šumperk   | 22 | 7  | 3 | 12 | 82  | 106 | 24 |
| 10.  | SK Kladno                  | 22 | 6  | 2 | 14 | 60  | 85  | 20 |
| 11.  | SK Indoss Plzeň            | 22 | 5  | 2 | 15 | 61  | 100 | 17 |
| 12.  | Helas Keloc Brno           | 22 | 3  | 3 | 16 | 70  | 106 | 12 |

Poznámky
- Z = Odehrané zápasy; V = Vítězství; R = Remízy; P = Prohry; VG = Vstřelené góly; OG = Obdržené góly; B = Body

|  | Postup do vyřazovací části soutěže  |
|  | Sestup do příslušné skupiny 2. ligy |

## Vyřazovací část

### Čtvrtfinále
| Tým A                      | Výsledek série | Tým B                    | Výsledky jednotlivých zápasů |
| -------------------------- | -------------- | ------------------------ | ---------------------------- |
| CC R.Mroček LKW Jistebník  | 3:0            | VSK VŠB TU Megas Ostrava | 4:0, 6:0, 2:0                |
| Eco Investment Praha       | 3:0            | FC Mikeska Ostrava       | 7:2, 5:3, 5:3                |
| FK ERA-PACK Chrudim        | 3:0            | FC Benago Praha          | 6:4, 11:2, 7:3               |
| 1. FC Nejzbach Vysoké Mýto | 3:1            | FC Torf Pardubice        | 3:4, 3:1, 4:2, 2:0           |

### Semifinále
| Tým A                     | Výsledek série | Tým B                      | Výsledky jednotlivých zápasů |
| ------------------------- | -------------- | -------------------------- | ---------------------------- |
| CC R.Mroček LKW Jistebník | 3:0            | 1. FC Nejzbach Vysoké Mýto | 5:0, 4:1, 4:3                |
| Eco Investment Praha      | 1:3            | FK ERA-PACK Chrudim        | 6:4, 1:4, 2:3pp, 3:7         |

### Finále
| Tým A                     | Výsledek série | Tým B               | Výsledky jednotlivých zápasů |
| ------------------------- | -------------- | ------------------- | ---------------------------- |
| CC R.Mroček LKW Jistebník | 1:3            | FK ERA-PACK Chrudim | 1:3, 2:4, 7:6, 2:5           |

## Vítěz
| 1. celostátní liga 2006/07 FK ERA-PACK Chrudim (3. titul) |